# 柳原神社 (長野市)
柳原神社（やなぎはらじんじゃ）は、長野県長野市中御所一丁目にある神社（村社）。通称は笹焼神社・笹焼大明神、旧称は諏訪大明神。
善光寺七社の一。

## 概要
長野駅善光寺口の西方に位置する。長野駅に近いが繁華街とは逆方向にあり、周辺は比較的閑静な住宅地・ビジネス街。
かつては善光寺の注連縄などをここで焼いていたため、笹焼神社と通称される。健御名方命を祀っており、もとは諏訪大明神と称したが、1818年（文政元年）に現社名に改めている。
1990年（平成2年）に神社前を通るターミナル南通りの拡幅のため境内を一部提供し、その際本殿等を建て替えている。

## 歴史
- 1818年（文政元年） - 現社名に改称
- 1909年（明治42年） - 誉田別命を合祀
- 1990年（平成2年） - 道路拡幅のため境内の一部を提供し、本殿・拝殿・祝詞殿・社務所を新築

## 境内
- 本殿
- 拝殿
- 祝詞殿
- 社務所

## 交通
- JR・長野電鉄長野駅善光寺口から徒歩

## 周辺
- 八十二銀行本店
- 長野バスターミナル
- 善光寺白馬電鉄南長野駅跡
- トヨタUグループ プリズムビル
- 東横イン長野駅前
- ホテルメトロポリタン長野
- 長野駅